# Hieracium cardoanum
Hieracium cardoanum es una especie de planta con flor del género Hieracium, de la familia Asteraceae, orden Asterales.

## Distribución
Hieracium cardoanum se distribuye por España.

## Taxonomía
Fue descrita científicamente por Mateo, L. Saez, Egido & Gomiz. Fue publicada en Flora Montiber. 69: 70 (2017).